# Lütispitz
Lütispitz är en bergstopp i Schweiz.   Den ligger i distriktet Wahlkreis Toggenburg och kantonen Sankt Gallen, i den östra delen av landet, 140 km öster om huvudstaden Bern. Toppen på Lütispitz är 1 987 meter över havet, eller 200 meter över den omgivande terrängen. Bredden vid basen är 1,9 km.
Terrängen runt Lütispitz är bergig åt sydost, men åt nordväst är den kuperad. Närmaste större samhälle är Herisau, 18,1 km norr om Lütispitz. 
I omgivningarna runt Lütispitz växer i huvudsak blandskog. Runt Lütispitz är det ganska tätbefolkat, med 108 invånare per kvadratkilometer.